# Новосильцева, Екатерина Владимировна
Екатерина Владимировна Новосильцева (урождённая графиня Орлова; 7 ноября 1770 — 31 октября 1849) — старшая дочь графа Владимира Григорьевича Орлова (младшего из пяти знаменитых братьев) и его жены Елизаветы Петровны Штакельберг. Наследница орловского состояния, создательница Новосильцевской богадельни с Владимирской церковью, которые дали имя Новосильцевской улице и одноимённому переулку в Санкт-Петербурге.

## Брак и дети
В 1799 году графиня Орлова вышла замуж за отвергнутого ранее жениха графини Паниной, бригадира Дмитрия Александровича Новосильцева (1758—16.09.1835), который часто гостил в доме Орловых, но семейная жизнь её не была счастливой. По отзывам графа Г. В. Орлова, их новый родственник возбудил всех против себя своей вспыльчивостью и заносчивостью, с ним «невозможно ужиться никакому существу, хотя бы с ангельским характером». Прожив всего год с мужем, имевшим постороннюю привязанность, Екатерина Владимировна разъехалась с ним.

## Отношения с сыном
Екатерина Владимировна всецело отдалась воспитанию единственного сына, Владимира, мало показываясь в свете, а у себя принимая только нескольких католических патеров и друга, графа Де Местра. Сын подавал большие надежды: хорошо учился, «блистал в обществе, играл хорошо на гобое, изящно танцевал и ловко бился на рапирах; будучи очень высокого роста, как все внуки Орловых, он превосходил их всех красотой».
Несмотря на то, что родители почти не были вместе, Владимир одинаково с сыновней почтительностью относился и к отцу, и к матери, которая его обожала. Екатерина Владимировна в своей материнской гордости и «орловской» спеси мечтала о блестящей невесте для своего сына. К её негодованию Владимир решил жениться на бедной и незнатной девице Черновой. Все свои усилия Екатерина Новосильцева приложила на препятствование этому браку. Она всячески затягивала дело, притворно хорошо относясь к семейству Черновых, в то же время говоря другим: «Могу ли я согласиться, чтобы мой сын, Новосильцев, женился на какой-нибудь Черновой, да ещё вдобавок и Пахомовне. Никогда этому не бывать!» Своим упорным сопротивлением ей удалось достигнуть того, что Владимир взял назад своё обещание жениться. Но не в её власти оказалось предотвратить последовавшую катастрофу.
Оскорблённый брат невесты вызвал Владимира на поединок. Новосильцева оповестила об этом главнокомандующего в Москве, графа Остен-Сакена, приказавшего отцу Чернова, бывшему у него подчинённым, прекратить дело. Но было поздно, трагическая дуэль на смертельных условиях уже состоялась, оба дуэлянта были смертельно ранены. Приехав в Петербург Екатерина Владимировна ещё застала своего сына живым, но все усилия врачей, во главе с известным доктором Арендтом, которому было обещано 1000 рублей за выздоровление сына, оказались тщетными. 14 сентября 1825 года Владимир Новосильцев скончался.
Тело его было набальзамировано и отправлено в Москву, туда же вернулась и Екатерина Владимировна, увозя с собой в закупоренном серебряном сосуде сердце сына.

## Жизнь в трауре
Похоронив сына в Новоспасском монастыре, и построив церковь на месте ранения сына, она предавалась молитвам и благотворительности, не снимая более никогда траура. Кроме церкви и бедных она никого не посещала, сначала поселившись около Новоспасского монастыря, затем запершись в своем доме на Страстном бульваре. Митрополиту Филарету, которого она очень уважала, она говорила: «Я убийца моего сына, помолитесь, владыко, чтобы я скорей умерла».
Позднее Екатерина Новосильцева переехала в имение отца, где и ухаживала за ним до конца его дней. В 1835 году, спустя десять лет после смерти сына, она овдовела. Её благотворительность распространялась даже на внебрачных детей мужа. До конца жизни она оставалась покровительницей сирот и бедных, принимала деятельное участие в трудах дамского благотворительного комитета, объезжала бедных, и устраивала для них бесплатные квартиры.
Последняя из рода Орловых, Екатерина Владимировна, скончалась 31 октября 1849 года. Все её огромное состояние перешло к сыну сестры Владимиру Петровичу Давыдову, вместе с фамилией и графским титулом Орловых.